# Gare de Marseillan-Plage
Gare de Marseillan-Plage vasútállomás Franciaországban, Marseillan településen.

## Vasútvonalak
Az állomást az alábbi vasútvonalak érintik:
- Bordeaux–Sète-vasútvonal

## Kapcsolódó állomások
A vasútállomáshoz az alábbi állomások vannak a legközelebb:
- Gare d’Agde (Gare de Bordeaux-Saint-Jean, Bordeaux–Sète-vasútvonal)
- Gare de Sète (Gare de Sète, Bordeaux–Sète-vasútvonal)